# Organ Cuviera
Organ Cuviera, narząd Cuviera – parzysty, cewkowaty, wielokomórkowy gruczoł obronny występujący przy płucach wodnych strzykw. Wytwarza toksynę (zawierająca saponiny holoturina) lub lepką wydzielinę, która po podrażnieniu zwierzęcia jest wyrzucana na zewnątrz ciała w celu sparaliżowania lub unieruchomienia napastnika. Gdy zwierzęciu uda się przeżyć, organy Cuviera są regenerowane.